# Naturkundemuseum Leipzig
Das Naturkundemuseum Leipzig ist ein städtisches Museum in Leipzig mit geologisch-paläontologischen, botanischen, zoologischen und archäologischen Sammlungen. Mit der weltweit größten Sammlung von Tierpräparaten und Plastiken des Präparators Herman H. ter Meer stellt das Naturkundemuseum eine Besonderheit dar.

## Geschichte
Das Naturkundemuseum Leipzig wurde am 3. März 1906 von Mitgliedern der „Naturwissenschaftlichen Vereinigung des Leipziger Lehrervereins“ gegründet und bezog am 5. Juni 1912 als „Naturkundliches Heimatmuseum“ das zuvor der „Dauernden Gewerbeausstellung“ dienende Gebäude am Tröndlinring. 1923 wurde die Sammlung in das von 1837 bis 1839 nach Plänen von Albert Geutebrück (1801–1868) an der Lortzingstraße errichtete Gebäude der II. Höheren Bürgerschule verlegt. Seit 1930 wird es von der Stadt Leipzig getragen, der heutige Name wird seit 1987 geführt.
Direktor des Museums ist seit dem 1. Dezember 2016 der Paläobiologe Ronny Maik Leder, der mit seinem Amtsantritt die Aufgabe übernommen hat, das Naturkundemuseum Leipzig zu einer überregional strahlenden Institution zu entwickeln. Das eigens hierfür erarbeitete Museumskonzept sollte zunächst in der Halle 7 auf dem Gelände der Leipziger Baumwollspinnerei umgesetzt werden, wohin der Umzug des Naturkundemuseums Leipzig bis 2020 geplant war. Dieses Vorhaben wurde 2018 allerdings aus Kostengründen wegen statischer Probleme gestoppt. Das Museum wird nun in den zumeist unterirdisch gelegenen ehemaligen Bowlingtreff am Wilhelm-Leuschner-Platz umziehen. Der Stadtratsbeschluss dazu erging im Oktober 2020, für den Standort Lortzingstraße ist zunächst eine Weiternutzung als Depot angedacht.

## Das neue Naturkundemuseum Leipzig
Mit seinem Museumskonzept hat Ronny Maik Leder die Vision eines Hauses gezeichnet, welches als Archiv des regionalen Naturraumes sowohl eine kurzweilig unterhaltende Einrichtung wie auch eine wissenschaftliche Bildungsstätte der Stadt Leipzig darstellt. Von erheblicher Bedeutung werden dabei die drei geplanten Zentralinszenierungen rund um das Mammut von Borna, die Valdivia-Expedition und den Tour de ter Meer haben. Die Eröffnung im Bowlingtreff ist für 2029 geplant.
Mammut von Borna
Eine der Säulen der geplanten Zentralinszenierungen stellen die einzig verbliebenen fossilen Knochenreste (Unterkiefer, Vorder- und Hinterfuß) des „Mammuts von Borna“ dar, das von 1909 bis 1943 eine der Hauptattraktionen in der Prähistorischen Abteilung des Museums für Völkerkunde zu Leipzig (Grassimuseum) war, bevor es in der Bombennacht vom 4. Dezember 1943 der Zerstörung zum Opfer fiel.
Valdivia-Expedition
Von besonderer wissenschaftshistorischer Bedeutung und ebenfalls Teil der Zentralinszenierungen im künftigen Naturkundemuseum Leipzig sind die Exponate der Valdivia-Expedition, der ersten deutschen Tiefseeexpedition (1898–1899), die unter dem Leipziger Zoologie-Professor Carl Chun (1852–1914) in Leipzig ihren Ausgangspunkt hatte.
Tour de ter Meer
Bereits in der aktuellen Dauerausstellung teilweise zu sehen, sind die von der Universität Leipzig übernommenen Dermoplastiken des Tierpräparators und Wegbereiters der modernen Dermoplastik Herman H. ter Meer (1871–1934). Diese sollen als dritte Säule der Zentralinszenierungen im sogenannten „Tour de ter Meer“ – einer sich erhebende Skulptur aus Tierkörpern – zusammengeführt werden und so die Nahrungskette als trophische Pyramide mit all ihrer Dramatik und Dynamik darstellen.

## Sammlungen
Das Naturkundemuseum Leipzig sammelt, bewahrt und erforscht wertvolle Objekte aus den Fachbereichen Zoologie, Botanik, Geologie/Paläontologie/Mineralogie sowie Archäologie. Die wissenschaftlichen Sammlungen gliedern sich dabei wie folgt:
Botanik
- Herbarium mit über 33.600 Belegen
- Sammlung an Früchten, Zapfen und Samen mit über 1.400 Proben
- Xylothek mit ca. 500 Objekten
- Bryothek mit über 2.500 Belegen
- Fungarium mit über 5.700 Belegen[12]

Wirbellose
- Foraminiferensammlung von Paul Buchner (1886–1978) mit rund 1.300 Exemplaren und ca. 200 validen Holo- und Paratypen
- Molluskensammlung von Heinrich Carl Küster (1807–1876) mit ca. 2.000 Belegen, die einige Typen und Synonyme beinhalten, sowie einige Insektenkästen mit heute synonymisierten Belegen zu Artbeschreibungen von Küster
- weitere Typusexemplare befinden sich in der Molluskensammlung von Emil Adolf Roßmäßler (1806–1867) und in der Sammlung der ersten deutschen Tiefseeexpedition
- insgesamt über eine Viertelmillion Belege in der kontinuierlich wachsenden Invertebratensammlung[13]

Wirbeltiere
- Vogeleiersammlung und Präparate namhafter Ornithologen (u. a. Christian Ludwig Brehm (1787–1864) und Wolfgang Makatsch (1906–1983))
- Sammlung ausgestorbener Vogelarten (z. B. Riesenalk, Wandertaube, Lappenhopf)
- Sammlung sehr seltener  Vogelarten (z. B. Eulenpapagei)
- Präparate von Eduard Friedrich Poeppig (1798–1868)
- Dermoplastiken und Präparate von Herman H. ter Meer[14]

Archiv/Bibliothek
- Fotografische Sammlung mit über 26.000 Negativplatten, Dias und Fotoabzügen
- Grafik- und Gemäldesammlung mit ca. 1.500 Druckgrafiken wie Kupferstiche, Radierungen und Lithografien mit meist naturkundlichen und stadtgeschichtlichen Motiven, wobei ein umfassender Bestand an wissenschaftlichen Zeichnungen und Gemälden des Illustrators Adelhelm Dietzel (1914–1998) mit ur- und frühgeschichtlichem Schwerpunkt hervorzuheben ist
- eine historische Buchsammlung mit ca. 500 Werken mit botanischem, zoologischem und wissenschaftsgeschichtlichem Schwerpunkt unter anderem von Carl Chun, Emil Adolf Roßmäßler, Maria Sibylla Merian (1647–1717) oder Jacob Sturm (1771–1848)
- eine historische Kartensammlung mit verschiedenen Flur-, Gewässer- und Landkarten, zudem geologische und topografische Karten sowie Stadtpläne
- eine wissenschaftsgeschichtliche Sammlung mit u. a. Autographen, Manuskripten, wissenschaftlichen Modellen und Plastiken, insbesondere die Kleinplastiken von Herman H. ter Meer[15]

## Ausstellungen
Das Naturkundemuseum Leipzig präsentiert in seiner Dauerausstellung auf ca. 800 m² vor allem regionale Exponate sowie bedeutende Großpräparate der ter-Meer-Sammlung, aber auch wichtige archäologische und geologisch-paläontologische Funde der Region. Daneben werden regelmäßig Sonderausstellungen gezeigt.

## Sonstiges
Der mit 20.000 Euro dotierte Sächsische Museumspreis 2021 wurde am 1. November 2021 dem Naturkundemuseum verliehen.